# Just the Way You Are (브루노 마스의 노래)
〈Just the Way You Are〉는 미국의 싱어송라이터 브루노 마스의 데뷔 싱글이다. 이 곡은 그의 데뷔 스튜디오 음반인 《Doo-Wops & Hooligans》 (2010년)의 리드 싱글이다. 이 곡은 마스, 필립 로렌스, 아리 레빈, 세인트 카시우스, 니들즈가 작사, 작곡했고, 니들즈와 함께 스미징턴스라는 가명으로 프로듀싱했다. 2010년 8월 10일 미국에서 동시대의 히트 라디오로 발매되었다. 이 곡은 2010년 9월 19일 영국에서 〈Just the Way You Are (Amazing)〉로 발매되었으며, 그 노래의 가사는 여성의 아름다움을 칭찬한다.
이 데뷔 싱글은 음악 평론가들로부터 엇갈린 평가를 받았는데, 그들은 스미징턴스의 프로듀싱을 칭찬했지만 그 가사는 형편없고 진부하다고 불렀다. 제53회 그래미 어워드에서 최우수 남성 팝 보컬 퍼포먼스를 수상했다. 이 노래는 미국 빌보드 핫 100, 호주, 캐나다, 뉴질랜드, 영국 차트에서 1위를 차지했고 다른 나라에서도 5위 안에 들었다. 미국 음반 산업 협회 (RIAA)에서 13배 플래티넘, 호주 음반 산업 협회 (ARIA)에서 7배 플래티넘, 뮤직 캐나다 (MC)에서 다이아몬드 인증을 받았다. 〈Just the Way You Are〉는 2011년 가장 많이 팔린 디지털 싱글로, 1,250만 장 이상이 팔렸고, 따라서 전 세계적으로 가장 많이 팔린 싱글의 엘리트 그룹에 가입했다.
이선 레이더가 감독한 이 뮤직비디오는 2010년 9월 8일에 공개되었으며, 페루 태생의 호주 배우 내털리 켈리가 등장한다. 마스는 《새터데이 나이트 라이브》와 《엘런 드제너러스 쇼》에서 〈Just the Way You Are〉를 공연했다. 2010년부터 모든 투어에서 〈Just the Way You Are〉를 앙코르로 불렀으며, 슈퍼볼 XLVIII 하프타임 쇼에서 공연하는 동안 이 곡을 포함시켰다. 이 곡은 다양한 음반 아티스트들에 의해 커버되었고 메건 트레이너의 데뷔 싱글 〈All About That Bass〉 (2014년)에 영감을 주었다.

## 구성
〈Just the Way You Are〉는 팝, R&B, 소프트 록 발라드이다. 이 악기는 피아노와 "힙합 브레이크 비트"를 특징으로 한다. 더 바인의 팀 바이런은 "후렴구의 시작 부분에서 가파르게 상승하는 멜로디는 후렴구의 캐치한 태그로 그것을 풀기 전에 약간의 긴장을 도입하는데, 이는 후렴구로서 간단하고 효과적이다"라고 말했다. 《빌보드》는 마스가 트랙에서 "꿈꾸는 소프라노를 다음 단계로 끌어올린다"고 말했다. 이 노래는 F 장조의 키이고 F-Dm-B♭-F의 시퀀스를 가지고 있다. 마스의 음역 범위는 F3에서 C5까지이다.

## 상업적 반응
2010년 10월 2일, 케이티 페리의 〈Teenage Dream〉 (2010년) 2주간의 통치를 끝내고 빌보드 핫 100 정상에 올랐다. 이 곡은 빌보드 핫 100에서 총 48주를 보냈으며, 2010년 8월 7일에 데뷔했고 2011년 7월 2일에 차트를 떠났다. 2015년 10월 현재, 이 곡은 국내에서 670만 건의 다운로드가 판매되었다. 이 곡은 미국 음반 산업 협회 (RIAA)에 의해 13배 플래티넘 인증을 받았다. 이 음반은 어덜트 컨템포러리 최장수 데뷔 포맷 기록을 보유하고 있다. 이 곡은 역사상 가장 위대한 핫 100에 79위로 처음 등장하였다. 이 곡은 캐나디안 핫 100에서 1위를 차지했고 뮤직 캐나다 (MC)에 의해 다이아몬드 인증을 받았다.
2010년 9월 26일, 116,000장의 판매량에서 2010년 10월 24일 다시 1위를 기록했고, 이는 다시 1위로 복귀하기 전에 3위를 떠난 첫 번째 곡이 되었다. 그것은 2010년 동안 766,000장이 팔렸고, 그 해의 세 번째로 가장 많이 팔린 싱글이 되었다. 2013년 4월 9일, 이 곡은 영국에서 역대 9번째로 많이 다운로드된 곡이라는 것이 밝혀졌다. 2011년 8월 2일, 〈Just the Way You Are〉는 영국에서 1억 8천 8백만 장 이상의 판매고를 올린 싱글이 되었고, 이 수치는 43주 만에 달성되었다. 2017년 9월, 영국에서 싱글은 총 1,570만 개의 판매량(구매량 133만 장, 스트리밍 등가 판매량 244,72장)을 달성하여 영국에서 역대 75번째로 가장 많이 판매된 싱글이 되었다. 〈Just the Way You Are〉는 영국에서 21세기 유료 판매를 기반으로 한 17번째 베스트셀러 싱글이다. 그것은 영국 축음기 협회 (BPI)에 의해 4배 플래티넘 인증을 받았다. 2010년 10월 12일, 브루노 마스는 네덜란드에서 11주 동안 1위를 한 후, 〈Nothin' on You〉 (2009년)와 〈Billionaire〉 (2010년)에 이어 세 번째 네덜란드스 탑 40 싱글을 기록했다. 이 노래는 또한 호주에서 1위에 올랐고 호주 음반 산업 협회 (ARIA)에 의해 7배 플래티넘 인증을 받았다. 이 싱글은 2010년 8월 2일 뉴질랜드에서 31위로 데뷔했다. 그 노래는 2주 동안 1위를 했고, 그 싱글은 32주 동안 차트에 올랐다.
〈Just the Way You Are〉는 33위로 정점을 찍고 28주 동안 차트에 머물렀던 프랑스 싱글 차트에서 덜 성공적이었다. 〈Just the Way You Are〉는 또한 스위스에서 3위, 아일랜드에서 1위, 벨기에에서 4위, 독일과 스웨덴에서 2위를 차지했다. 덴마크에서 6위에 올랐다. 〈Just the Way You Are〉는 2011년 가장 많이 팔린 디지털 싱글로 그 해 동안 전 세계적으로 1,250만 장 이상이 팔렸고, 따라서 역대 가장 많이 팔린 싱글 중 하나가 되었다. 이 노래는 또한 영국에서 가장 많이 팔린 싱글들 중 하나로, 약 117만장의 판매고를 올리며 74위에 올랐다.

## 곡 목록
| #  | 제목                     | 재생 시간 |
| -- | ------------------------ | --------- |
| 1. | 〈Just the Way You Are〉 | 3:40      |

| #  | 제목                                                     | 재생 시간 |
| -- | -------------------------------------------------------- | --------- |
| 1. | 〈Just the Way You Are〉                                 | 3:40      |
| 2. | 〈Just the Way You Are〉 (featuring Lupe Fiasco) (Remix) | 3:58      |
| 3. | 〈Just the Way You Are〉 (music video)                   | 3:56      |

| #  | 제목                                             | 재생 시간 |
| -- | ------------------------------------------------ | --------- |
| 1. | 〈Just the Way You Are〉                         | 3:40      |
| 2. | 〈Just the Way You Are〉 (Skrillex Batboi Remix) | 3:50      |

| #  | 제목                                                                | 재생 시간 |
| -- | ------------------------------------------------------------------- | --------- |
| 1. | 〈Just the Way You Are〉 (Simon Steur Club Mix)                     | 5:37      |
| 2. | 〈Just the Way You Are〉 (Simon Steur Dub)                          | 5:37      |
| 3. | 〈Just the Way You Are〉 (Carl Louis & Martin Danielle Club Mix)    | 5:19      |
| 4. | 〈Just the Way You Are〉 (Carl Louis & Martin Danielle Classic Mix) | 5:17      |
| 5. | 〈Just the Way You Are〉 (Manufactured Superstars Remix)            | 7:24      |
| 6. | 〈Just the Way You Are〉 (Steve Smart & Westfunk Club Mix)          | 7:06      |
| 7. | 〈Just the Way You Are〉 (Skrillex Batboi Remix)                    | 3:49      |

## 인증
| 국가 | 인증         | 판매량/출하량 |
| --- | ------------ | ------------- |
| 오스트레일리아 (ARIA) | 7× 플래티넘  | 490,000       |
| 오스트리아 (IFPI 오스트리아)                                                                                               | 플래티넘     | 30,000*       |
| 벨기에 (BEA) | 플래티넘     | 30,000*       |
| 캐나다 (뮤직 캐나다) | 다이아몬드   | 800,000       |
| 덴마크 (IFPI Danmark) | 2× 플래티넘  | 180,000       |
| 독일 (BVMI) | 플래티넘     | 300,000^      |
| 아일랜드 (IRMA) | 플래티넘     | 15,000^       |
| 이탈리아 (FIMI) | 플래티넘     | 30,000*       |
| 일본 (RIAJ) | 골드         | 100,000*      |
| 멕시코 (AMPROFON) | 플래티넘     | 60,000*       |
| 뉴질랜드 (RMNZ) | 2× 플래티넘  | 30,000*       |
| 포르투갈 (AFP) | 플래티넘     | 20,000        |
| 스페인 (PROMUSICAE) | 골드         | 20,000^       |
| 스위스 (IFPI 스위스) | 플래티넘     | 30,000^       |
| 영국 (BPI) | 4× 플래티넘  | 2,400,000     |
| 미국 (RIAA) | 13× 플래티넘 | 13,000,000    |
| 스트리밍 |              |               |
| 덴마크 (IFPI Danmark) | 플래티넘     | 100,000       |
| 일본 (RIAJ) | 골드         | 50,000,000    |
| *판매량을 기반으로 한 인증 · ^출하량을 기반으로 한 인증 · 판매량+스트리밍을 기반으로 한 인증 · 스트리밍을 기반으로 한 인증 |              |               |